# فردیناندو کارولی
فردیناندو کارولی (به ایتالیایی: Ferdinando Carulli) (۱۸۴۱–۱۷۷۰) یکی از نامدارترین آهنگسازان گیتار کلاسیک بود. وی پدیدآورندهً نخستین روش کامل نواختن گیتار است که تا امروز از آن بهره گرفته می‌شود.
وی قطعات گوناگونی برای گیتار نوشت؛ از جمله قطعات کنسرتی و گروه‌نوازی. نوشتن روش کامل آموزش گیتار، کتابی در زمینه هارمونی و تمرین‌هایی برای همراهی کردن با آواز از کارهای برجسته او بود.
کارولی طی ۱۲ سال بیش از ۴۰۰ قطعه برای گیتارنوازی نوشت.

## پیشینه
کارولی در سال ۱۷۷۰ در ناپل ایتالیا زاده شد. او پس از اینکه نواختن ویلنسل را آموخت و با جنبه‌های نظری موسیقی آشنا شد؛ بدون آموزگار به فراگیری گیتار پرداخت و به بالاترین سطح نوازندگی دست یافت. او در طی سال‌های پیاپی کنسرت‌های زیادی در کشورهای اروپایی اجرا کرد و با شگرد روان و برتر خود شگفتی زیادی برانگیخت و شهرت فراوانی کسب کرد؛ به طوری که در سفری که به فرانسه داشت، با استقبال کم‌نظیری روبه‌رو شد.
کارولی در سال ۱۸۴۱ در سن ۷۱ سالگی درگذشت.